# Възнесение Господне (Цер)
„Възнесение Господне“ или „Свети Спас“ (на македонска литературна норма: „Вознесение Господне“, „Свети Спас“) е възрожденска църква в кичевското село Цер, Северна Македония. Църквата е част от Кичевското архиерейско наместничество на Дебърско-Кичевската епархия на Македонската православна църква – Охридска архиепископия. 
Изградена е в XVII век. Иконостасът е изработен в 1899 година от Стефан и Никола Кръстеви.